# Monopoly (canção)
"Monopoly" (estilizado como "MONOPOLY") é uma canção das cantoras estadunidenses Ariana Grande e Victoria Monét, lançada em 1 de abril de 2019 através da gravadora Republic Records. A canção foi escrita por Grande, Monét, Charles Anderson, Michael Foster e Tim Suby, com produção sendo realizada pela Social House e Suby. O videoclipe, que foi filmado em 30 de março de 2019 na Mohegan Sun Arena nas horas que antecederam a um concerto da Sweetener World Tour programado naquela noite, foi lançado juntamente com o single, e foi dirigido por Alfredo Flores e Ricky Alvarez. "Monopoly" foi incluída na versão deluxe japonesa do quinto álbum de estúdio de Ariana, Thank U, Next (2019).

## Antecedentes
"Monopoly" foi originalmente prevista para ser lançada em 28 de março de 2019 mas foi adiado para 1 de abril de 2019 para celebrar a oitava semana de "7 Rings" no número 1 da Billboard Hot 100. Grande disse que "Monopoly" é sobre "amizade, liberdade, protegendo sua energia e permanecendo na sua bolsa".

## Letra e composição
"Monopoly" é uma canção trap-pop, levando o escritor Chloe Gilke da Uproxx chamá-la de "sucessor espiritual" para single "7 Rings" de Grande, que Monet também co-escreveu. A música é uma celebração do sucesso de Grande, incluindo "7 Rings" que ficou oito semanas no topo da Billboard Hot 100.
A letra "Eu gosto de mulheres e homens" ganhou muita atenção desde que Monét se declarou como bissexual em novembro de 2018, fazendo referência ao single "Chanel", de Frank Ocean, em 2017, que é sobre sua própria bissexualidade. Em resposta à atenção, Grande abriu sua sexualidade e revelou que ela não se rotula, twittando "eu não me rotulei antes e ainda não sinto a necessidade de agora". 🏼‍♂️ que está bem".
Grande também canta “Mesmo que tenhamos desistido desses 90% pela vitória, vá”, fazendo referência ao fato de que ela teve que desistir de 90% dos royalties de "7 Rings" para Rodgers & Hammerstein devido a interpolação a melodia de The Sound of Music ' s "My Favorite Things".

## Recepção
Vulture elogiou a música e o videoclipe por ser um "bissexual com muitos memes". NME escreveu que após o lançamento de Thank U, Next (2019), "Monopoly" foi refrescante de ouvir, descrevendo a música como "irreverente e divertida".
O Washington Post , Broadly e PinkNews informou que certos fãs responderam negativamente para a música, acusando Grande do queerbaiting. Em geral, a escritora Gabrielle Alexa criticou as acusações, afirmando que "o ato de especular só perpetua atitudes que contribuem para o apagamento de mulheres bissexuais. Grande não precisa namorar uma garota para contar como bissexual". E não devemos tentar fazê-la provar sua sexualidade de qualquer maneira."

## Desempenho nas tabelas musicais
| Tabela musical (2019)                         | Melhor posição |
| --------------------------------------------- | -------------- |
| Alemanha (Offizielle Deutsche Charts)         | 98             |
| Austrália (ARIA)                              | 21             |
| Bélgica (Ultratip Bubbling Under de Flandres) | 14             |
| Bélgica (Ultratip Bubbling Under da Valônia)  | 39             |
| Canadá (Canadian Hot 100)                     | 38             |
| Escócia (Scottish Singles Chart)              | 21             |
| Eslováquia (Singles Digitál Top 100)          | 32             |
| Estados Unidos (Billboard Hot 100)            | 69             |
| França (SNEP)                                 | 146            |
| Grécia (Digital Singles Chart)                | 3              |
| Grécia (Billboard Digital Songs)              | 1              |
| Hungria (Single Top 40)                       | 28             |
| Hungria (Stream Top 40)                       | 25             |
| Irlanda (IRMA)                                | 15             |
| Nova Zelândia (Recorded Music NZ)             | 19             |
| Países Baixos (Single Top 100)                | 76             |
| República Checa (Singles Digitál Top 100)     | 45             |
| Reino Unido (UK Singles Chart)                | 23             |
| Suécia (Sverigetopplistan)                    | 53             |
| Suíça (Schweizer Hitparade)                   | 85             |

## Certificações
| País (Empresa)        | Certificação |
| --------------------- | ------------ |
| Canadá (Music Canada) | Ouro         |